# جوزيف كينسي هوارد
جوزيف كينسي هوارد (بالإنجليزية: Joseph Kinsey Howard)‏ هو مؤرخ أمريكي، ولد في 28 فبراير 1906 في أوسكلوسا في الولايات المتحدة، وتوفي في 25 أغسطس 1951 في تشوتيا في الولايات المتحدة.